# Phytomyza ringdahli
Phytomyza ringdahli este o specie de muște din genul Phytomyza, familia Agromyzidae, descrisă de Ryden în anul 1937.
Este endemică în Sweden. Conform Catalogue of Life specia Phytomyza ringdahli nu are subspecii cunoscute.